# Albin Brag
Karl Gustaf Albin Brag, född 30 januari 1878 i Söderköping, död 23 december 1937 i Stockholm, var en svensk arkitekt.

## Liv och verk
Brag utbildade sig i både Stockholm och München. Studentexamen tog han 1897 i Jönköping och 1898–1902 gick han på Kungliga Tekniska Högskolan i Stockholm. Studier vid Münchens tekniska universitet följde 1902–1903. Han var akvarellmålare och etsare och hade varit elev åt Axel Tallberg och Edvin Ollers. Han var anställd på arkitektkontor i Stockholm 1903–1906 och hade egen verksamhet från 1906. Från 1908 var han överlärare vid Tekniska skolan i Stockholm.
Brag har ritat fabriks- och kontorsbyggnader samt arbetarbostäder åt flera stora företag runt om i Sverige, som till exempel i Hallstahammar, Fagersta, Stråssa, Köping och Nacka. Dessutom har han ritat hyreshus, ålderdomshem, herrgårdsbyggnader, villor m m på många håll i landet, till exempel Lärarinnehemmet Ro på Lidingö. Arvedsons gymnastikinstitut på Valhallavägen 58 i Stockholm är hans verk. Det ligger i Lärkstaden, som hade den engelska trädgårdsstaden som förebild.
Han ritade även hyreshus med smålägenheter i Aspudden och Midsommarkransen, han ritade de flesta av Byggnads AB Manhems hus i Aspudden. Husen uppfördes som sluten kvartersbebyggelse och fick utsirade gavlar, burspråk och vinklade takfall i en enkel jugendstil, vilket bidrog till att ge stadsdelen dess enhetliga karaktär. Det var även Manheims som bekostade den av Brag ritade skulpturen Fontändammen på Manhemsgatan.
I Storängen i Nacka stod han under åren 1904–1906 för åtta villor, varav en, Lindvägen 6, brann ned 1930. De övriga är de han ritade åt konstnären Richard Bergh på Värmdövägen 215, konstnärerna Georg Pauli och Hanna Hirsch-Pauli på Värmdövägen 205 samt författaren Per Hallström på Värmdövägen 199, vidare villorna på John Lodéns väg 17 och Krokvägen 9 och 13 samt ett av Storängens få stenhus, Lindvägen 13. Detta har uppenbarligen förebilder i de barockliknande småpalats som vid den här tiden ofta förekom i Tyskland och i publikationer därifrån. Brag har även ritat några villor i Kåbo i Uppsala samt i Hersby på Lidingö. 
Albin Brag är begravd på Norra begravningsplatsen utanför Stockholm.

## Verk i urval
- Villa Borell, John Lodéns väg 17, Storängen, Nacka (1904)
- Villa Pauli, Storängen, Värmdövägen 205 (1905)
- Villa Jacobsen, Storängen, 1906
- Villa Fru Siri Carlesson, Hersby, Lidingö (1907)
- Borgmästargården, köping (1909)
- Direktörsbostad KMV, Köping (1909)
- Tofslärkan 8, villa för läkaren Johan Arvedson (1909)
- Villa Strand (Backgården), Huskvarnavägen 5, Jönköping åt rådman L Sjöberg (1909)
- Ombyggnad och påbyggnad av Luth & Rosén verkstadsbyggnad, Stockholm (1910-tal)
- Malmsjö gård, ombyggnad för Oscar Bernadotte, (1910-tal)
- Hyreshus Aspudden och Midsommarkransen, Hägerstensvägrn 101-153 Stockholm (tillsammans med Hagström & Ekman) (1910-1912)
- Fontändammen i Aspudden vid Manhemsgatan 7-9 (1912)
- Bostadshus, Odengatan 1, Stockholm (1911)
- Bellmanskällan, Mälarhöjden (1928)

## Bilder, verk i urval

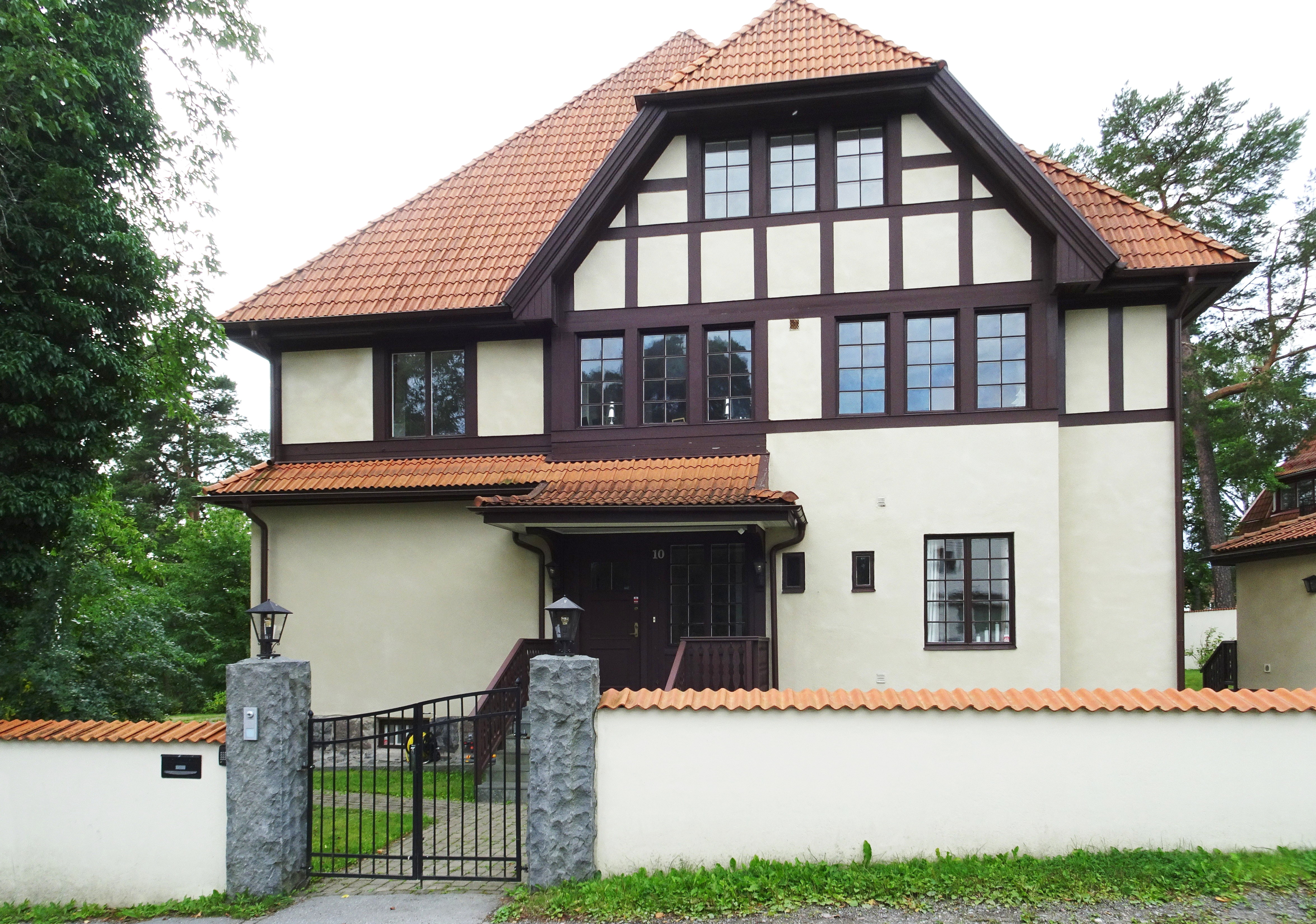
Villa Fru Siri Carlesson på Hersby, Lidingö
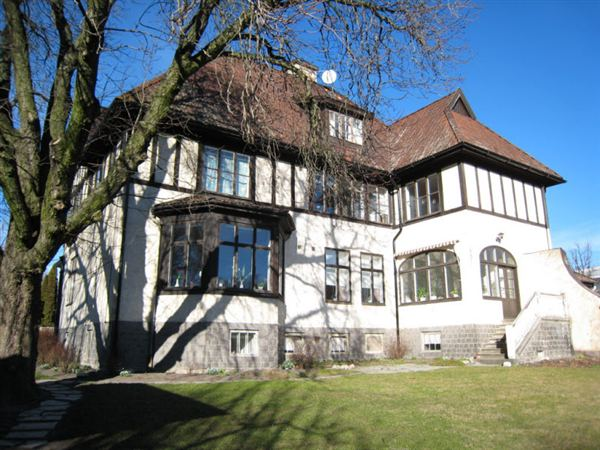
Direktörsbostaden för Köpings mekaniska verkstad (KMV) i Köping
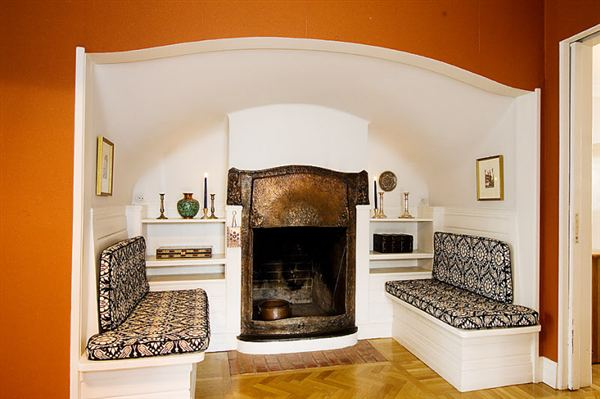
Interiörbild direktörsbostad för KMV i Köping
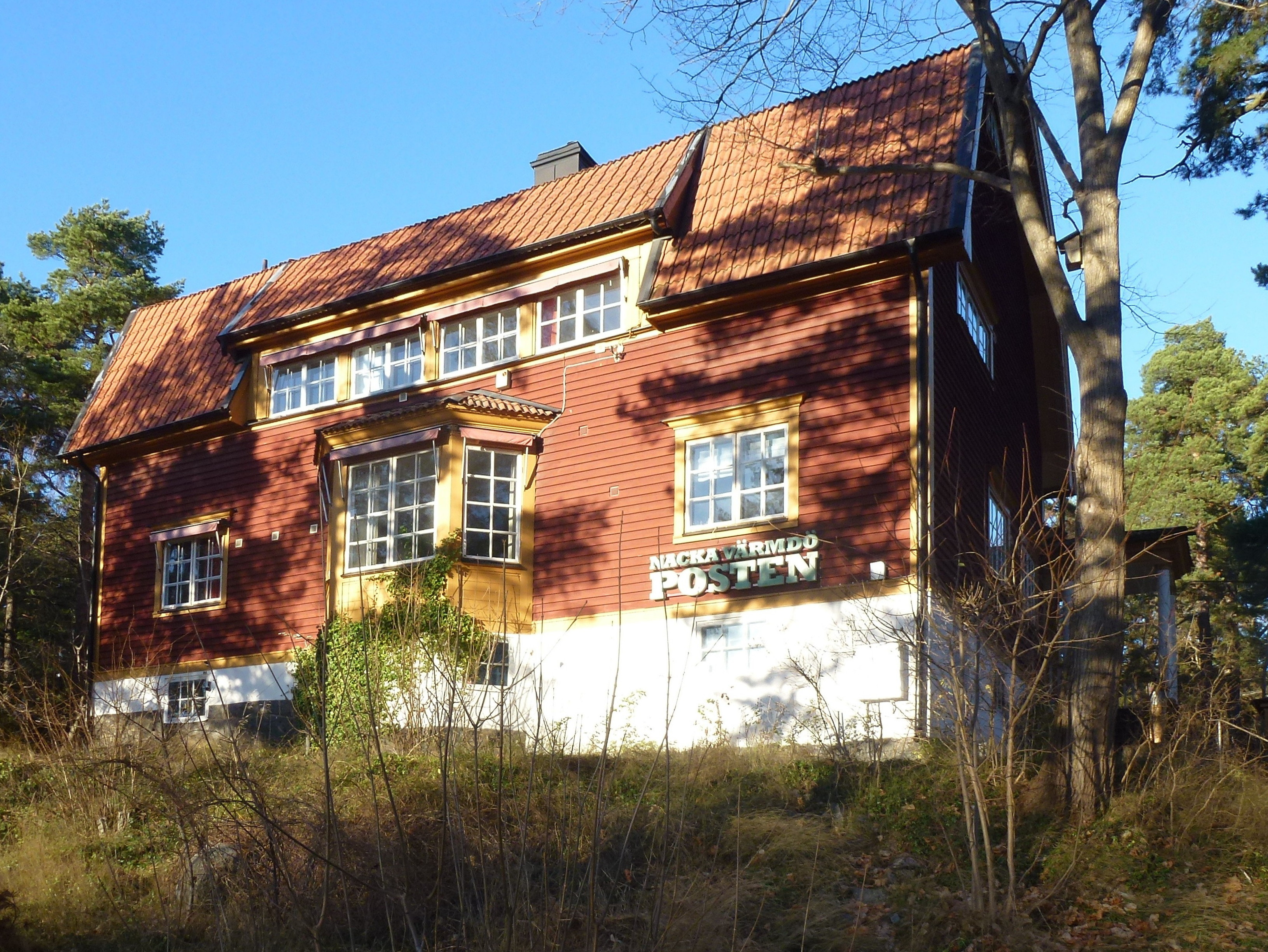
Villa Pauli, Nacka

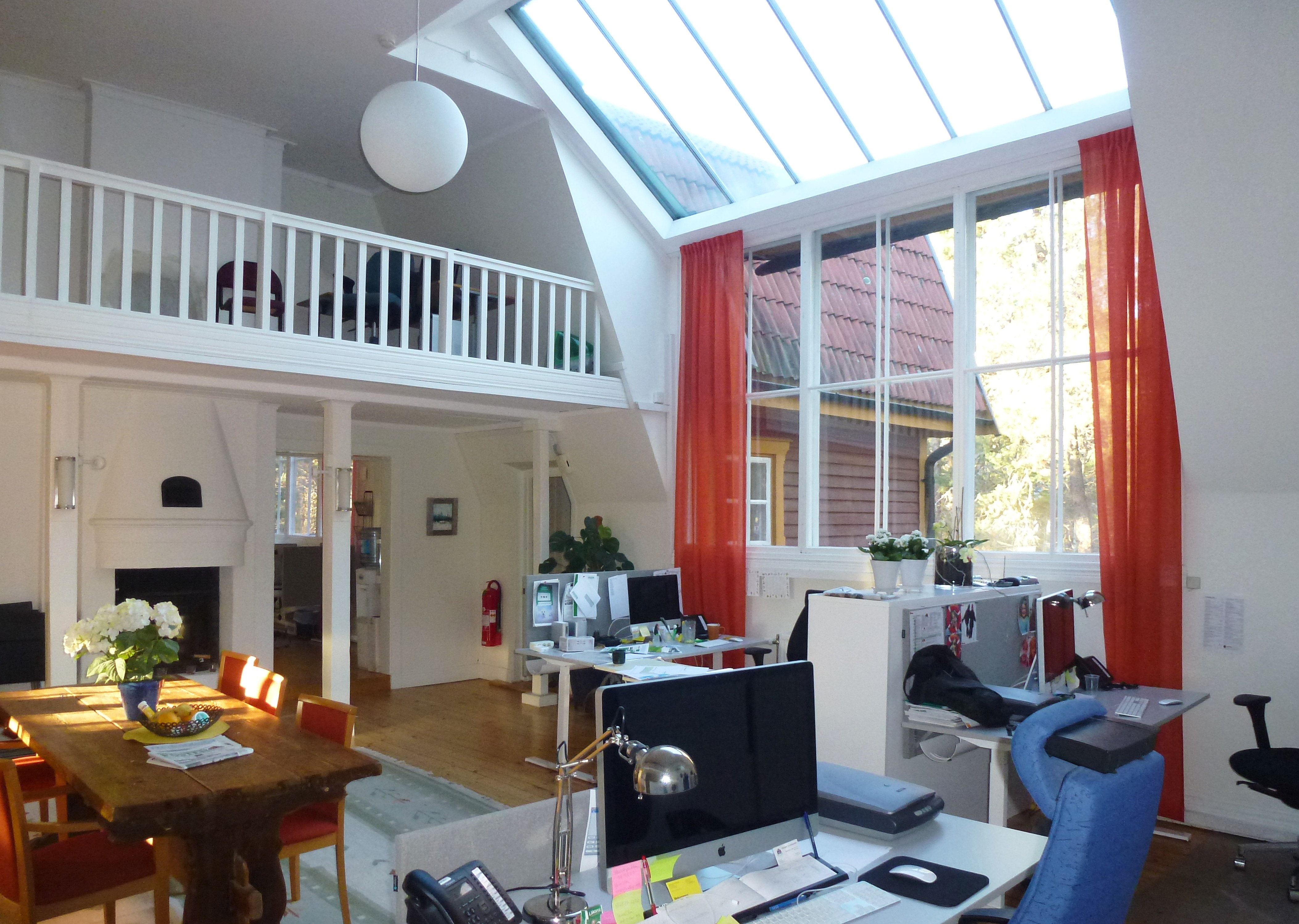
Villa Pauli, stora ateljén
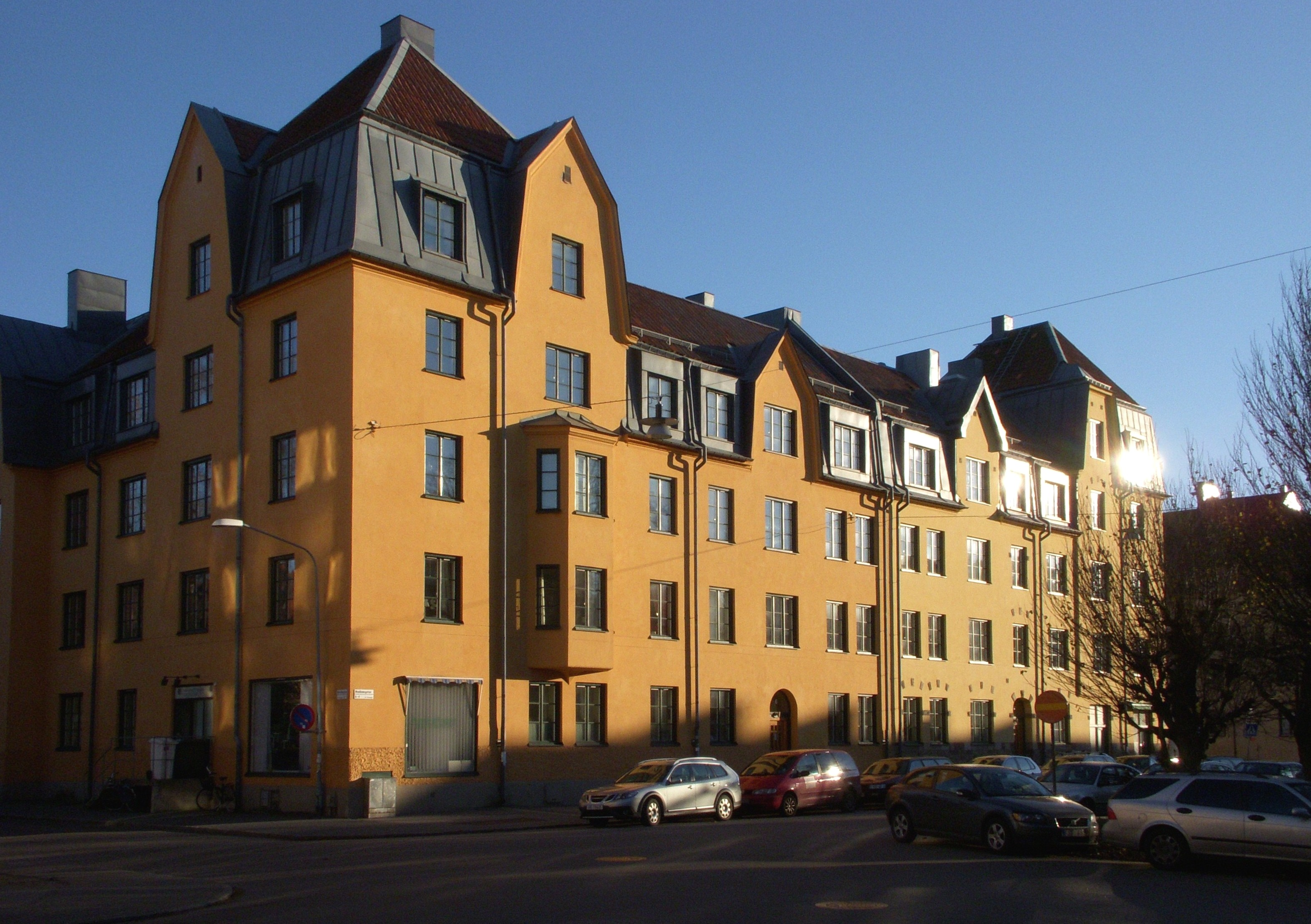
Kvarteret Lövsmygen i Aspudden.
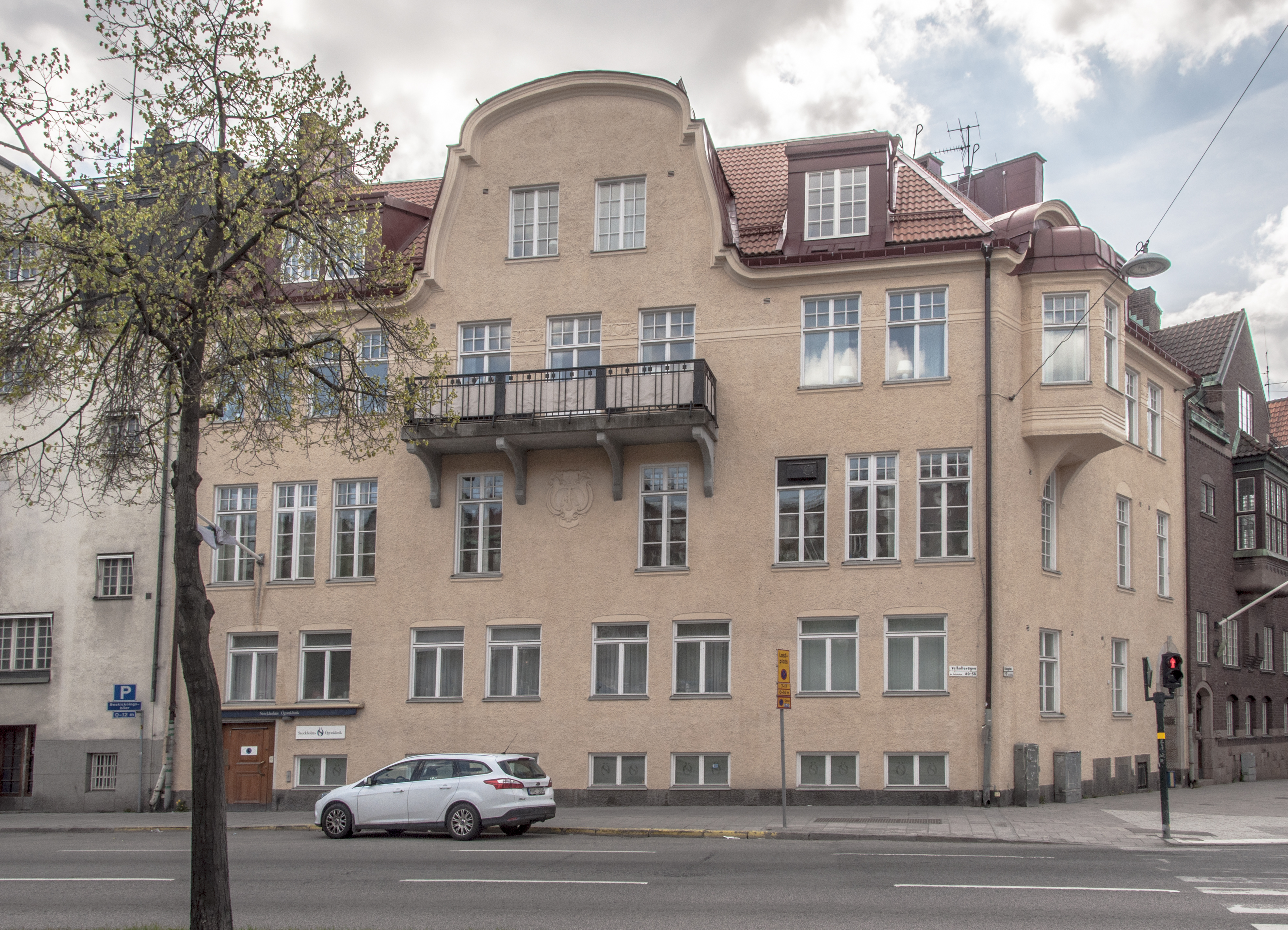
Tofslärkan 8, Valhallavägen 58, Stockholm.
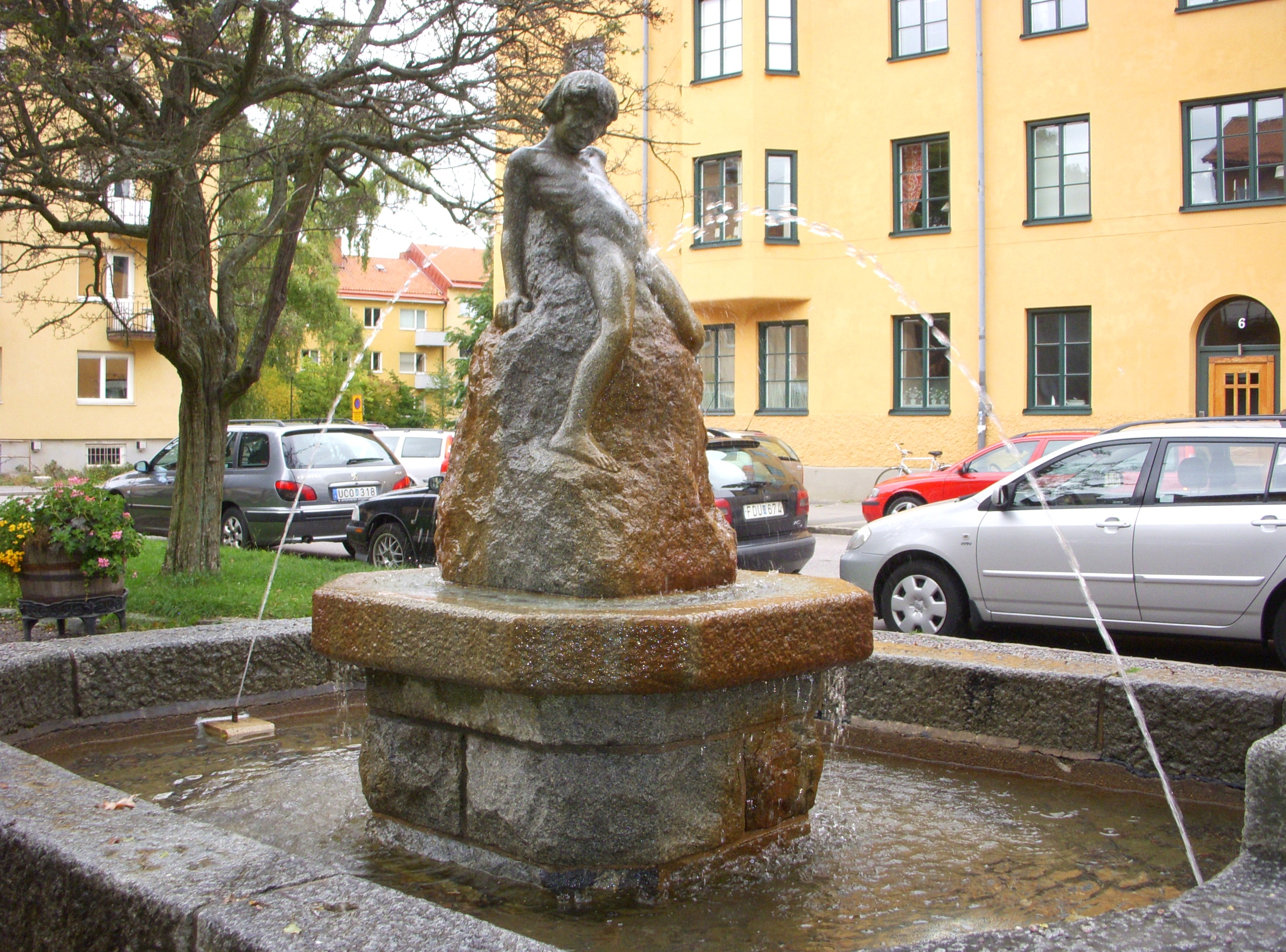
Fontändamm i Aspudden.